# James Carpenter (Footballspieler)
James Edward Carpenter Jr. (* 22. März 1989 in Augusta, Georgia) ist ein ehemaliger US-amerikanischer American-Football-Spieler in der National Football League (NFL). Er spielte zuletzt für die New Orleans Saints als Guard. Zuvor war er bereits bei den New York Jets, den Seattle Seahawks, mit denen er den Super Bowl XLVIII gewinnen konnte, den Atlanta Falcons, und den Baltimore Ravens unter Vertrag.

## College
Carpenter erhielt zunächst ein Stipendium von der Iowa State University, wechselte aber, nachdem er Probleme hatte, die geforderten akademischen Leistungen zu erbringen, auf das Coffeyville Community College, für deren Team, die Red Ravens, er zwei Saisons lang als Left Tackle College Football spielte.  Danach besuchte er die University of Alabama und spielte für die dortige Mannschaft, die Alabama Crimson Tide. Er lief in jeder Partie als Starter  auf, wurde wiederholt in diverse Auswahlteams aufgenommen und konnte mit dem Team 2010 die nationale Meisterschaft gewinnen.

## NFL

### Seattle Seahawks
Beim NFL Draft 2011 wurde er von den Seattle Seahawks in der ersten Runde als insgesamt 25. Spieler ausgewählt. Seine Rookie-Saison war für ihn wegen einer Kreuzbandverletzung nach neun Spielen zu Ende. Auch die folgende Spielzeit, in der er erstmals als Guard aufgeboten wurde, war von Verletzungspech geprägt, wodurch Carpenter nur sieben Mal auflaufen konnte.

2013 gewann er mit seinem Team den Super Bowl XLVIII, 2014 erreichte er mit den Seahawks erneut den Superbowl, der aber gegen die New England Patriots verloren ging.

### New York Jets
2015 wechselte er zu den New York Jets. Er blieb seither von Verletzungen verschont und bestritt jede Partie. 2017 war er zwar als einziger seines Teams bei jedem einzelnen der 1.038 Spielzüge, die die Offense in der Regular Season absolvierte, auf dem Feld, wurde aber vom Fachportal Pro Football Focus, das alle Spieler der Liga statistisch erfasst, nur  als 75. von insgesamt 80 eingesetzten Guards gelistet.

### Atlanta Falcons
Im März 2019 verpflichteten die Atlanta Falcons Carpenter für vier Jahre. Für Atlanta bestritt Carpenter 24 Spiele, davon 13 als Starter. Nach der Saison 2020 wurde er von den Falcons entlassen.

### Baltimore Ravens
Am 19. Oktober 2021 nahmen die Baltimore Ravens Carpenter für ihren Practice Squad unter Vertrag. Dort kam er nur in einem Spiel für drei Spielzüge in den Special Teams zum Einsatz, bevor er am 20. November entlassen wurde.

### New Orleans Saints
Am 8. Dezember 2021 schloss Carpenter sich dem Practice Squad der New Orleans Saints an. Am 18. Dezember wurde er in den aktiven Kader befördert.